# Cicindela campestris
Cicindela campestris, обично звана зелена тигар буба, широко је распрострањена евроазијска врста, а спада у род богат врстама — Cicindela.

## Опис
Величина одраслих јединки креће се између 11 и 15 мм. Елитрони и торакс су зелене боје, која варира од светло до тамнозелене, на којима се налазе бледе тачке. Очи су им велике и црне, а ноге дугачке и смеђе са белим длачицама. Мандибуле су им снажне са неколико зуба, а антене су дуге и равне.

## Станиште
Обично живе на подручјима са голом, приземно или ретком вегетацијом, попут шљунковитих или пешчаних обронака или пешчаних стаза.

## Понашање
Могу се наћи од маја до октобра. Као и остале тигар бубе трче веома брзо, брзином од 60 cm по секунди, што их чини веома добрим предаторима. Посебне су активне на вишим температурама, која им омогућава већу брзину за хватање плена и бежање од предатора. Хране се бескичмењацима које може да ухвати и савлада, а првенствено мраве, паукове и гусенице. Такође може брзо да лети.

## Ларвени стадијум
Размножавају се лети и јаја полажу у одвојеним рупама у земљи. Када се ларве излегну остају у рупи, која им служи као замка у којој се хрне. Ларве такође имају снажне мандибуле које користе приликом лова. Хране се пауковим, мравима и свиме што може да упадне у њихову рупу. Зелена тигар буба пролази кроз три ларвене стадиума и пре преласка у следећи мора повећавати своју јаму.
На ларви Cicindela campestris паразитира солитарна оса Methoca ichneumonoides. Оса убодом паралише ларву и потом полаже јаја унутар ње. Ларва осе се након излегања храни телом свог домаћина.

## Распрострањеност
Cicindela campestris је распрострањена широм Европе, од Шпаније на југозападу до Финске на североистоку. Већина записа о њиховом присуству је у Великој Британији, Немачкој, Аустрији и са југа Финске.

## Подврсте
- Cicindela campestris atlantis Mandl, 1944
- Cicindela campestris balearica Sydow, 1934
- Cicindela campestris cyprensis Hlisnikowsky, 1929
- Cicindela campestris nigrita Dejean, 1825
- Cicindela campestris olivieria Brullé, 1832
- Cicindela campestris palustris Motschulsky, 1840
- Cicindela campestris pontica Fischer von Waldheim, 1825
- Cicindela campestris saphyrina Gené, 1836
- Cicindela campestris siculorum Schilder, 1953
- Cicindela campestris suffriani Loew, 1943
- Cicindela campestris calabrica Mandl, 1944